# Hard to Kill (2021)
Hard to Kill est un pay-per-view de catch professionnel organisé par la fédération de catch Impact Wrestling (anciennement TNA), il est le deuxième événement de la chronologie des Hard to Kill.
Cet événement couronnera les premières Impact Knockouts Tag Team Champions depuis la désactivation des titres en 2013, figure sur la carte et dans le main event le catcheur et champion du monde de la All Elite Wrestling (AEW) Kenny Omega.

## Production
Le 14 octobre 2020 lors de Bound for Glory, il est annoncé que Hard to Kill se déroulera le 16 janvier 2021.

### Contexte
Le 24 octobre à Bound for Glory, Madison Rayne annonça après des mois de rumeurs le retour des championnats par équipe des Knockouts d'Impact désactivés depuis 2013. Les nouvelles championnes seront désignées à la suite d'un tournoi à huit équipes, le tournoi devant commencer le 17 novembre à Impact et se conclure le 16 janvier à Hard to Kill. Le 17 novembre, Havok et Nevaeh battent Tenille Dashwood et Alisha passant le premier tour. La semaine suivante, Kiera Hogan et Tasha Steelz battent les Sea Stars (Ashley Vox & Delmi Exo) passant le premier tour. Lors de l'épisode suivant, Jordynne Grace et Jazz battent Killer Kelly & Renee Michelle avançant au deuxième tour. Le 8 décembre à Impact, Taya Valkyrie & Rosemary battent Kimber Lee et la championne des Knockouts Deonna Purrazzo et avancent au deuxième tour. Valkyrie & Rosemary seront éliminées par Steelz & Hogan le 15 décembre lors du deuxième tour.

### Tournoi pour les championnats par équipe des Knockouts
|  | Quarts de finale                        | Quarts de finale                        | Quarts de finale           | Quarts de finale |                            |                            | Demi-finales | Demi-finales | Demi-finales | Demi-finales |  |  | Finale | Finale | Finale | Finale |
|  |                                         |                                         |                            |                  |                            |                            |              |              |              |              |  |  |        |        |        |        |
|  |                                         |                                         |                            |                  |                            |                            |              |              |              |              |  |  |        |        |        |        |
|  |                                         |                                         |                            |                  |                            |                            |              |              |              |              |  |  |        |        |        |        |
|  | Tenille Dashwood & Alisha               | Tenille Dashwood & Alisha               | 6:32                       | 6:32             |                            |                            |              |              |              |              |  |  |        |        |        |        |
|  | Tenille Dashwood & Alisha               | Tenille Dashwood & Alisha               | 6:32                       | 6:32             |                            |                            |              |              |              |              |  |  |        |        |        |        |
|  | Havok & Nevaeh                          | Havok & Nevaeh                          | Tombé                      | Tombé            |                            |                            |              |              |              |              |  |  |        |        |        |        |
|  | Havok & Nevaeh                          | Havok & Nevaeh                          | Tombé                      | Tombé            | Havok & Nevaeh             | Havok & Nevaeh             | Tombé        | Tombé        |              |              |  |  |        |        |        |        |
|  |                                         |                                         |                            |                  | Havok & Nevaeh             | Havok & Nevaeh             | Tombé        | Tombé        |              |              |  |  |        |        |        |        |
|  |                                         |                                         | Jordynne Grace & Jazz      |                  |                            |                            |              |              |              |              |  |  |        |        |        |        |
|  | Killer Kelly & Renee Michelle           | Killer Kelly & Renee Michelle           | 8:54                       | 8:54             |                            |                            |              |              |              |              |  |  |        |        |        |        |
|  | Killer Kelly & Renee Michelle           | Killer Kelly & Renee Michelle           | 8:54                       | 8:54             |                            |                            |              |              |              |              |  |  |        |        |        |        |
|  | Jordynne Grace & Jazz                   | Jordynne Grace & Jazz                   | Tombé                      | Tombé            |                            |                            |              |              |              |              |  |  |        |        |        |        |
|  | Jordynne Grace & Jazz                   | Jordynne Grace & Jazz                   | Tombé                      | Tombé            | Havok & Nevaeh             |                            |              |              |              |              |  |  |        |        |        |        |
|  |                                         |                                         |                            |                  |                            |                            |              |              |              |              |  |  |        |        |        |        |
|  |                                         |                                         | Kiera Hogan & Tasha Steelz |                  |                            |                            |              |              |              |              |  |  |        |        |        |        |
|  | Kiera Hogan & Tasha Steelz              | Kiera Hogan & Tasha Steelz              | Tombé                      | Tombé            |                            |                            |              |              |              |              |  |  |        |        |        |        |
|  | Kiera Hogan & Tasha Steelz              | Kiera Hogan & Tasha Steelz              | Tombé                      | Tombé            |                            |                            |              |              |              |              |  |  |        |        |        |        |
|  | Team Sea Stars (Ashley Vox & Delmi Exo) | Team Sea Stars (Ashley Vox & Delmi Exo) | 7:10                       | 7:10             |                            |                            |              |              |              |              |  |  |        |        |        |        |
|  | Team Sea Stars (Ashley Vox & Delmi Exo) | Team Sea Stars (Ashley Vox & Delmi Exo) | 7:10                       | 7:10             | Kiera Hogan & Tasha Steelz | Kiera Hogan & Tasha Steelz | Tombé        | Tombé        |              |              |  |  |        |        |        |        |
|  |                                         |                                         |                            |                  | Kiera Hogan & Tasha Steelz | Kiera Hogan & Tasha Steelz | Tombé        | Tombé        |              |              |  |  |        |        |        |        |
|  |                                         |                                         | Taya Valkyrie & Rosemary   |                  |                            |                            |              |              |              |              |  |  |        |        |        |        |
|  | Deonna Purrazzo & Kimber Lee            |                                         |                            |                  |                            |                            |              |              |              |              |  |  |        |        |        |        |
|  |                                         |                                         |                            |                  |                            |                            |              |              |              |              |  |  |        |        |        |        |
|  | Taya Valkyrie & Rosemary                | Taya Valkyrie & Rosemary                | Tombé                      | Tombé            |                            |                            |              |              |              |              |  |  |        |        |        |        |
|  | Taya Valkyrie & Rosemary                | Taya Valkyrie & Rosemary                | Tombé                      | Tombé            |                            |                            |              |              |              |              |  |  |        |        |        |        |
|  |                                         |                                         |                            |                  |                            |                            |              |              |              |              |  |  |        |        |        |        |

## Tableau des matches
| Ordre par numéros | Résultat | Stipulation(s)                                                 | Temps |
| --- | --- | -------------------------------------------------------------- | ----- |
| 1P | Brian Myers bat Josh Alexander                                                                                          | Match simple                                                   | 10:55 |
| 2 | Crazzy Steve et Rosemary battent Kaleb With a K et Tenille Dashwood                                                     | Match mixte tag team                                           | 9:55  |
| 3 | Eric Young, Deaner & Joe Doering battent Cousin Jake, Rhino & Tommy Dreamer                                             | Old School Rules six-man tag team match                        | 8:55  |
| 4 | Kiera Hogan & Tasha Steelz battent Havok & Nevaeh                                                                       | Tag team match pour les Impact Knockouts Tag Team Championship | 8:40  |
| 5 | Matt Cardona bat Ace Austin (avec Madman Fulton)                                                                        | Match simple                                                   | 2:30  |
| 6 | Manik (c) bat Rohit Raju et Chris Bey                                                                                   | Triple threat match pour le Impact X-Division Championship     | 13:50 |
| 7 | Deonna Purrazzo (c) bat Taya Valkyrie par soumission                                                                    | Match simple pour le Impact Knockouts Championship             | 11:40 |
| 8 | The Karate Man bat Ethan Page                                                                                           | Match simple                                                   | N/A   |
| 9 | Eddie Edwards bat Sami Callihan                                                                                         | Barbed Wire Massacre                                           | 18:50 |
| 10 | Kenny Omega & The Good Brothers (Karl Anderson & Doc Gallows) (avec Don Callis) battent Chris Sabin, Moose & Rich Swann | Six-man tag team match                                         | 20:30 |
| La lettre C placée entre parenthèses désigne la personne ou l’équipe championne en titre. P – indique que le match a eu lieu lors du pré-show | |                                                                |       |